# 190283 Schielicke
190283 Schielicke este o planetă minoră (asteroid) din centura de asteroizi. A fost descoperită pe 12 septembrie 1991 la Tautenburg de Freimut Börngen. 
Obiectul prezintă o orbită caracterizată de o semiaxă mare de 2,2461442273262 UAi, o excentricitate de 0,21, o înclinație de 4,5 ° în raport cu ecliptica.